# Adolf Stender-Petersen
Adolf Stender-Petersen, född 21 juli 1893 i Sankt Petersburg, död 16 april 1963 i Århus, var en dansk slavist, filolog och litteraturhistoriker, från 1941 professor vid Århus universitet. Han var bland annat den förste huvudredaktören för tidskriften Scando-Slavica.